# Équipe de Belgique de football en 1967
Maillots
Chronologie
Saison précédente Saison suivante
L'équipe de Belgique de football dispute en 1967 les éliminatoires du Championnat d'Europe ainsi qu'une rencontre amicale face aux Pays-Bas.

## Objectifs
Pour leur deuxième participation à la compétition, les Diables Rouges espèrent se qualifier pour le Championnat d'Europe en Italie.

## Résumé de la saison
Durant la décennie qui suit, une génération de joueurs offensifs d'envergure émerge parmi les Diables Rouges, avec des joueurs comme Jacques Stockman, Paul Van Himst et Roger Claessen notamment. Mais ces joueurs ne parviennent pas à qualifier le pays pour une grande compétition internationale. La Belgique est éliminée lors des qualifications pour la Coupe du monde 1962 avec quatre défaites en autant de matchs. Deux ans plus tard, elle est battue dès les huitièmes de finale de la Coupe d'Europe des nations par la Yougoslavie. Lors des éliminatoires de la Coupe du monde 1966, la Belgique termine ex æquo avec la Bulgarie. Les deux équipes doivent disputer un match de barrage à Florence pour les départager, que les Bulgares remportent (2-1). Les Diables Rouges échouent également de peu durant les éliminatoires de l'Euro 1968, terminant un point derrière la France,.

## Bilan de l'année
L'objectif est manqué, une double défaite face à la Pologne (1-3 et 2-4) hypothèque les chances de la Belgique de participer à la phase finale de l'Euro.

### Championnat d'Europe 1968

#### Éliminatoires (Groupe 7)
| Rang | Équipe     | Pts | J | G | N | P | Bp | Bc | Diff |  | Résultats (▼ dom., ► ext.) |     |     |     |     |
| ---- | ---------- | --- | - | - | - | - | -- | -- | ---- |  | -------------------------- | --- | --- | --- | --- |
| 1    | France     | 9   | 6 | 4 | 1 | 1 | 14 | 6  | +8   |  | France                     |     | 1-1 | 2-1 | 3-1 |
| 2    | Belgique   | 7   | 6 | 3 | 1 | 2 | 14 | 9  | +5   |  | Belgique                   | 2-1 |     | 2-4 | 3-0 |
| 3    | Pologne    | 7   | 6 | 3 | 1 | 2 | 13 | 9  | +4   |  | Pologne                    | 1-4 | 3-1 |     | 4-0 |
| 4    | Luxembourg | 1   | 6 | 0 | 1 | 5 | 1  | 18 | -17  |  | Luxembourg                 | 0-3 | 0-5 | 0-0 |     |

- Sélection qualifiée pour les quarts de finale de l'Euro 1968

## Les matchs
| Championnat d'Europe 1968 Éliminatoires - Groupe 7            | Luxembourg             | 0 - 5   | Belgique                                 | Stade Municipal "Neie Stadion" Luxembourg-Ville, Grand-Duché de Luxembourg |                                                  |
| 19 mars 1967 · 16:00 heure locale · Historique des rencontres |                        | (0 – 3) | Van Himst 20e 36e · Stockman 29e 60e 73e | Spectateurs : 9 307 Arbitrage : Karl Göppel (de)                           | Spectateurs : 9 307 Arbitrage : Karl Göppel (de) |
| 19 mars 1967 · 16:00 heure locale · Historique des rencontres | Rapport (RBFA) Rapport |         |                                          | Spectateurs : 9 307 Arbitrage : Karl Göppel (de)                           | Spectateurs : 9 307 Arbitrage : Karl Göppel (de) |

| Match amical                                                   | Belgique               | 1 - 0   | Pays-Bas | Bosuilstadion Deurne, Belgique                        |                                                       |
| 16 avril 1967 · 15:00 heure locale · Historique des rencontres | Puis 19e               | (1 – 0) |          | Spectateurs : 38 277 Arbitrage : Hans-Joachim Weyland | Spectateurs : 38 277 Arbitrage : Hans-Joachim Weyland |
| 16 avril 1967 · 15:00 heure locale · Historique des rencontres | Rapport (RBFA) Rapport |         |          | Spectateurs : 38 277 Arbitrage : Hans-Joachim Weyland | Spectateurs : 38 277 Arbitrage : Hans-Joachim Weyland |

| Championnat d'Europe 1968 Éliminatoires - Groupe 7           | Pologne                          | 3 - 1   | Belgique | Stade de Silésie Chorzów, Pologne                 |                                                   |
| 21 mai 1967 · 12:00 heure locale · Historique des rencontres | Lubański 28e 40e · Szołtysik 72e | (2 – 0) | Puis 52e | Spectateurs : 57 100 Arbitrage : Toimi Olkku (hu) | Spectateurs : 57 100 Arbitrage : Toimi Olkku (hu) |
| 21 mai 1967 · 12:00 heure locale · Historique des rencontres | Rapport (RBFA) Rapport           |         |          | Spectateurs : 57 100 Arbitrage : Toimi Olkku (hu) | Spectateurs : 57 100 Arbitrage : Toimi Olkku (hu) |

| Championnat d'Europe 1968 Éliminatoires - Groupe 7              | Belgique               | 2 - 4   | Pologne                                   | Stade du Heysel Laeken, Belgique                  |                                                   |
| 8 octobre 1967 · 15:00 heure locale · Historique des rencontres | Devrindt 13e 34e       | (2 – 2) | Żmijewski (en) 25e 52e 70e · Brychczy 44e | Spectateurs : 35 897 Arbitrage : Juan Gardeazábal | Spectateurs : 35 897 Arbitrage : Juan Gardeazábal |
| 8 octobre 1967 · 15:00 heure locale · Historique des rencontres | Rapport (RBFA) Rapport |         |                                           | Spectateurs : 35 897 Arbitrage : Juan Gardeazábal | Spectateurs : 35 897 Arbitrage : Juan Gardeazábal |

| Championnat d'Europe 1968 Éliminatoires - Groupe 7               | France                 | 1 - 1   | Belgique     | Stade Marcel-Saupin Nantes, France                    |                                                       |
| 28 octobre 1967 · 15:00 heure locale · Historique des rencontres | Herbin 84e             | (0 – 1) | Claessen 37e | Spectateurs : 14 591 Arbitrage : Francesco Francescon | Spectateurs : 14 591 Arbitrage : Francesco Francescon |
| 28 octobre 1967 · 15:00 heure locale · Historique des rencontres | Rapport (RBFA) Rapport |         |              | Spectateurs : 14 591 Arbitrage : Francesco Francescon | Spectateurs : 14 591 Arbitrage : Francesco Francescon |

| Championnat d'Europe 1968 Éliminatoires - Groupe 7                | Belgique                    | 3 - 0   | Luxembourg | Stade Albert Dyserynck Bruges, Belgique              |                                                      |
| 22 novembre 1967 · 19:30 heure locale · Historique des rencontres | Thio 62e 76e · Claessen 66e | (0 – 0) |            | Spectateurs : 6 745 Arbitrage : William O'Neill (hu) | Spectateurs : 6 745 Arbitrage : William O'Neill (hu) |
| 22 novembre 1967 · 19:30 heure locale · Historique des rencontres | Rapport (RBFA) Rapport      |         |            | Spectateurs : 6 745 Arbitrage : William O'Neill (hu) | Spectateurs : 6 745 Arbitrage : William O'Neill (hu) |

## Les joueurs
| Joueurs           | Joueurs                   | QCE 1968 | Amical | QCE 1968 | QCE 1968 | QCE 1968 | QCE 1968 |
| ----------------- | ------------------------- | -------- | ------ | -------- | -------- | -------- | -------- |
| Gardiens de but   |                           |          |        |          |          |          |          |
| Jean Nicolay      | Standard de Liège         | 90       |        | 90       | 90       |          |          |
| Fernand Boone     | RFC Brugeois              | r        | 90     | r        | r        | 90       | 90       |
| Léon Bosmans      | K Saint-Trond VV          |          | r      |          |          | r        | r        |
| Défenseurs        |                           |          |        |          |          |          |          |
| Georges Heylens   | RSC Anderlechtois         | 90       | 90     | 90       | 90       | 90       | 90       |
| Pierre Hanon      | RSC Anderlechtois         | 90       | 90     |          | 90       | 90       | 90       |
| Jean Plaskie      | RSC Anderlechtois         | 90       |        | 90       | 90       | 90       | 90       |
| Florent Bohez     | Royal Antwerp FC          | 90       | 90     | 90       |          |          |          |
| Jean Cornelis     | RSC Anderlechtois         | r        | r      | r        | r        | 90       | 90       |
| Albert Sulon      | RFC Liégeois              |          | 90     | 90       |          |          |          |
| André Stassart    | R Racing White            |          |        |          |          | 90       |          |
| Alfons Peeters    | Olympic Club de Charleroi |          |        |          |          |          | 90       |
| Léon Jeck         | Standard de Liège         |          |        |          |          |          | r        |
| Milieux           |                           |          |        |          |          |          |          |
| Wilfried Van Moer | Royal Antwerp FC          | 90       |        | 90       |          |          |          |
| Jef Jurion        | RSC Anderlechtois         | 90       | 90     | 90       |          |          |          |
| Johny Thio        | RFC Brugeois              | 90       | 90     | r        | 90       | r        | 90       |
| Lucien Ghellynck  | ARA La Gantoise           | r        |        |          |          |          |          |
| Jan Verheyen      | R Beerschot AC            | r        | r      |          |          |          |          |
| Prudent Bettens   | KSV Waregem               |          | 90     | 90       |          |          |          |
| Robert Willems    | K Lierse SK               |          | r      | r        |          |          |          |
| Yves Baré         | RFC Liégeois              |          |        |          | 90       | r        |          |
| Paul van den Berg | RSC Anderlechtois         |          |        |          | 90       |          |          |
| Alfons Haagdoren  | R Racing White            |          |        |          | 90,      | r        | r        |
| Gérard Sulon      | RFC Liégeois              |          |        |          | r        |          |          |
| Nico Dewalque     | Standard de Liège         |          |        |          |          | 90       |          |
| Jean Dockx        | R Racing White            |          |        |          |          |          | 90       |
| Omer Janssens     | SK Beveren-Waes           |          |        |          |          |          | r        |
| Attaquants        |                           |          |        |          |          |          |          |
| Jacques Stockman  | RFC Liégeois              | 90       | 90     | 90       | r        |          |          |
| Paul Van Himst    | RSC Anderlechtois         | 90       | 90     | 90       | 90       |          |          |
| Wilfried Puis     | RSC Anderlechtois         | 90       | 90     | 90       | 90       | 90       | 90       |
| Johan Devrindt    | RSC Anderlechtois         |          |        |          | 90       | 90       | 90       |
| Roger Claessen    | Standard de Liège         |          |        |          |          | 90       | 90       |
| Raoul Lambert     | RFC Brugeois              |          |        |          |          | 90       |          |

Un « r » indique un joueur qui était parmi les remplaçants mais qui n'est pas monté au jeu.
1. 1 2 3 4 5 6 7 8  Dernière sélection officielle pour le joueur.
2. 1 2 3 4 5 6 7 8  Première sélection officielle pour le joueur.

## Aspects socio-économiques

### Couverture médiatique
| Jour de diffusion | Match                 | Compétition          | Diffuseur francophone | Diffuseur néerlandophone |
| ----------------- | --------------------- | -------------------- | --------------------- | ------------------------ |
| 19 mars 1967      | Luxembourg - Belgique | Championnat d'Europe | non diffusé           | non diffusé              |
| 16 avril 1967     | Belgique - Pays-Bas   | Amical               | non diffusé           | non diffusé              |
| 21 mai 1967       | Pologne - Belgique    | Championnat d'Europe | non diffusé           | non diffusé              |
| 8 octobre 1967    | Belgique - Pologne    | Championnat d'Europe | non diffusé           | non diffusé              |
| 28 octobre 1967   | France - Belgique     | Championnat d'Europe | RTB                   | BRT                      |
| 22 novembre 1967  | Belgique - Luxembourg | Championnat d'Europe | non diffusé           | non diffusé              |

Source : Programme TV dans Gazet van Antwerpen.

## Sources

### Archives
1. ↑  (nl) « Concentra online archief », sur krantenarchief.concentra.be, Mediahuis.